# Emile Severeyns
Emile Severeyns (* 28. August 1931 in Schoten; † 30. November 1979 in Antwerpen) war ein belgischer Radrennfahrer.
1941 wurde Emile Severeyns belgischer Vize-Meister der Jugend im Straßenrennen, im Jahr darauf belgischer Jugendmeister im Sprint auf der Bahn.
Von 1953 bis 1971 war Severeyns Profi-Radrennfahrer. Zwar fuhr er auch weiterhin Straßenrennen – so gewann er 1957 den GP Briek Schotte –, war aber hauptsächlich auf der Bahn aktiv. Er startete bei insgesamt 121 Sechstagerennen, von denen er 21 gewann. Sein Standardpartner war Rik Van Steenbergen, mit dem er gemeinsam 62-mal ein Gespann bildete und 18-mal siegte. Viermal wurden Severeyns und Van Steenbergen auch Europameister im Zweier-Mannschaftsfahren sowie einmal belgische Meister.  Nach dem Rücktritt von Van Steenbergen vom Radsport startete Severeyns vor allem bei Sechstagerennen in Kanada. 1979 erlag er überraschend einem Herzanfall.